# Le Miroir des âmes simples
Le Miroir des âmes simples anéanties et qui seulement demeurent en vouloir et désir d'amour est un ouvrage médiéval du XIIIe siècle (1295), œuvre de la mystique et poétesse chrétienne Marguerite Porete. Elle y traite du fonctionnement de l'Amour divin.

## Ouvrage
Le Miroir des âmes simples heurte la sensibilité de deux éléments centraux de la société médiévale. Tout d'abord, il est écrit en ancien français à une époque où le latin était la langue en usage pour la littérature religieuse (en vers et en prose). Ensuite, il est écrit par une femme. Pour ces deux raisons il va à l'encontre des règles de l'Église et de l'Université. 

### Le destin de l'ouvrage
Il connut d'abord un succès certain, puis il tomba dans l'oubli du fait de son rejet par les autorités de l'Église, qui détecta dans les visions de Marguerite Porete : « les éléments d'une Hérésie antinomiste dite du Libre-Esprit. Cet ouvrage dénoncé comme plein d'erreurs et d'hérésies », fut collecté, « interdit de circulation », et les copies existantes brûlées à plusieurs reprises. Puis Marguerite Porete elle-même fut jugée et exécutée à Paris le 1er juin 1310 avec son propre livre, sur ordre de l'Inquisition avec le plein aval de Philippe IV le Bel, la semaine même où fut brûlé un premier groupe de Templiers.
Son livre lui survécut cependant, on pense que l'Inquisition l'avait traduit en latin (sous le titre Speculum simplicium animarum), et dès la fin du XIVe siècle d'autres traductions, publiées anonymement, paraissent en italien, espagnol, anglais et allemand, ce qui pourrait traduire l'intérêt qu'une certaine partie du clergé portait à ce genre de texte.
En dépit de ces obstacles, Le Miroir traduit en plusieurs langues survécut au fil des siècles, et ne fut en fait clairement identifié comme étant de Marguerite Porete qu'en 1945.

### Contenu de l'ouvrage
Dans les sept phases de « l'anéantissement » l'âme parcourt, par amour, le chemin de son unité avec Dieu. Depuis, ce livre qui soutient des thèses proches de celles qu'élaboreront ensuite Maître Eckhart et la mystique rhénane, est, de plus en plus, considéré comme l'une des œuvres majeures de la littérature médiévale. Marguerite Porete, aux côtés de Mathilde de Magdebourg et Hadewijch d'Anvers, reflète un modèle de l'amour mystique et spirituel, rattachable au mouvement des béguines.

### Essai d'analyse

#### Le titre complet
Cette phrase : « Le miroir des âmes simples et anéanties et qui seulement demeurent en vouloir et désir d'amour », par et dans chacun de ses mots, contient (quasiment) toute la thèse de l'autrice. Elle y détaille plus loin chacun de ces mots comme autant de concepts :
- Soumission au Seigneur :

« Seigneur, qu'est-ce que je comprends de votre puissance, de votre sagesse ou de votre bonté ? Ce que je comprends de ma faiblesse, de ma sottise et de ma mauvaiseté. Seigneur, qu'est-ce que je comprends de ma faiblesse, de ma sottise et de ma méchanceté ? Ce que je comprends de votre puissance, de votre sagesse et de votre bonté. Et si je pouvais comprendre l'une de ces deux natures, je les comprendrais toutes deux. Car si je pouvais comprendre votre bonté, je comprendrais ma mauvaiseté. Et si je pouvais comprendre ma mauvaiseté : telle est la mesure. » p. 249.
- Soumission à la Nature et Reconnaissance de l'erreur (ingénue) :

« … Et ce simple vouloir, qui est divin vouloir, met l'âme en divin état. Plus haut, nul ne peut aller ni descendre plus profond ni être homme plus annulé ». Qui veut entendre cela se garde des pièges de Nature, car aussi subtilement que le soleil tire l'eau hors du drap, sans qu'on s'en aperçoive, même en le regardant, pareillement Nature se trompe à son insu si elle ne se tient sur ses gardes grâce à sa très grande expérience.
« Ah ! Dieu, que Nature est subtile en bien des points en demandant sous apparence de bonté et sous couleur de nécessité ce qui nullement ne lui revient. »
Idée : la nature pourtant si subtile, se trompe elle-même (en miroir ?), sans le savoir, sans se le dire.

#### Autres notions relevées dans cet ouvrage
La pensée de l'autrice, très avant-gardiste, du fait de son extrême originalité mais aussi de sa complexité réelle, malgré quelques essais individuels remarqués n'a jamais pu être étudiée dans sa globalité (tel que pourrait le faire un Institut de recherches ou une université) et seuls quelques extraits peuvent en être faits à titre documentaire. On y retrouve :
- le Paradoxe de la liberté[Quoi ?] ;
- le concept du « loin-près »[Quoi ?] ;
- la mort : « ce n'est que le dernier cri du quant-à-soi… la révélation ne tue point » ;
- la distinction des vouloirs : vouloir, vouloir-Dieu et Dieu-vouloir[Quoi ?].

### Textes anciens
- Les grandes chroniques de France selon qu'elles sont en l'Église de St-Denis en France. Publiées par M. Paulin de l'Académie royale des Inscriptions et Belles-Lettres. En V tomes, Paris, Techener, 1837, p. 187-188.
- Revue historique, Paris, 1894, p. 295.
- les pièces du procès de Marguerite Porete existent, aux Archives nationales, dans la layette J 428 4. Dès 1888, H. C. Lea en a publié deux parmi plusieurs autres.
- Henry Charles Lea, Histoire de l'inquisition au Moyen Âge, 1887, sl., p. 123.

### Textes modernes
- M. Huot de Longchamp (trad.), Le Miroir des âmes simples et anéanties, Albin Michel « Spiritualités vivantes », 1984 ; 1997.
- Robert D. Cottrell, Le discours hérétique de Marguerite de Porete, essai, hiver 1991, p. 16-21. Dans cet essai, Cottrell pense que le traité mystique de Porete, interprété au plan figuratif, peut être réconcilié avec la doctrine de l'église, mais argue du fait que le libre-travail des femmes, en remettant en cause la position de l'individu féminin dans l'ordre patriarcal, risquait de renverser la hiérarchie sociale chrétienne traditionnelle.
- C. Louis-Combet (trad.), Le Miroir des simples âmes anéanties, 1991 ; Jérôme Millon, 2001.
- Marie Bertho, Le Miroir des âmes simples et anéanties de Marguerite Porete, Une vie blessée d'amour, Nathan, 1999.
- Luc Richir, Marguerite Porete, une âme au travail de l'Un, Éditions Ousia, Bruxelles, 2003.
- Claire Le Brun, « Traduction et inquisition : le Mirouer des simples âmes de Marguerite Porete », dans J.-P. Beaulieu (dir.), D'une écriture à l'autre, les femmes et la traduction sous l'ancien régime, Ottawa, Presses de l’Université d’Ottawa, 2004.
- Danielle Régnier-Bohler (dir.), Voix de femmes au Moyen Âge, Laffont « Bouquins », 2006.

### Traduction en anglais
- The Mirror of the Simple Souls Who Are Annihilated and Remain Only in Will and Desire of Love, traducteur Ellen L. Babinsky, pochette artiste Marion Miller, Paulist Press, 1993  (ISBN 0-8091-3427-6).
- Michael A. Sells, The Mirror of Simple Souls Who Are Annihilated et Will Remain Who Are Annihilated and Remain Only in Will and Desire of Love, Mystical Languages of Unsaying, University of Chicago Press, 118, 1994  (ISBN 0226747867).